# Thracophilus cilicius
Thracophilus cilicius är en mångfotingart som beskrevs av Carl Graf Attems 1947. Thracophilus cilicius ingår i släktet Thracophilus och familjen trädgårdsjordkrypare.
Artens utbredningsområde är Turkiet. Inga underarter finns listade i Catalogue of Life.